# Tossa de Mar (kommunhuvudort)
Tossa de Mar är en kommunhuvudort i Spanien.   Den ligger i provinsen Província de Girona och regionen Katalonien, i den östra delen av landet, 600 km öster om huvudstaden Madrid. Tossa de Mar ligger 25 meter över havet och antalet invånare är 5 001.
Terrängen runt Tossa de Mar är huvudsakligen kuperad, men den allra närmaste omgivningen är platt. Havet är nära Tossa de Mar åt sydost.  Närmaste större samhälle är Lloret de Mar, 7,5 km väster om Tossa de Mar. 